# لیزبت کاسترو
لیزبت کاسترو (انگلیسی: Lisbeth Castro؛ زادهٔ ۲۸ آوریل ۱۹۸۸) بازیکن فوتبال اهل ونزوئلا است.
از باشگاه‌هایی که در آن بازی کرده‌است می‌توان به باشگاه فوتبال کاراکاس اشاره کرد.
وی همچنین در تیم ملی فوتبال Venezuela بازی کرده‌است.